# 世冈藓
世冈藓（学名：Sasaokaea aomoriensis）为柳叶藓科世冈藓属下的一个种。